# Meridiana
Meridiana (označení α CrA, α Coronae Australis, Alfa Coronae Australis) je dle Mezinárodní astronomické unie oficiální jméno  nejjasnější hvězdy v souhvězdí Jižní koruny se zdánlivou hvězdnou velikostí 4,087m. Starší tradiční název Alphekka Meridiana (Jižní Alphekka) byl podle nejjasnější hvězdy souhvězdí Severní koruny Alphekky.

## Vlastnosti
Meridiana patří do spektrální třídy A2Va, takže je hvězdou typu A stejně jako Vega. Nachází se asi 120 světelných let od Země, poloměr je 2,5násobek slunečního a hmotnost je oproti hmotnosti Slunce 2,2krát větší. Zářivý výkon je 31 sluneční zářivosti. Je to rychle rotující hvězda, na rovníku se otáčí rychlostí téměř 200 km/s a kompletní otáčku vykoná přibližně za 14 hodin, což se blíží ke kritické rychlosti, při které by se roztrhla.